# Itagakis komet
Itagakis komet (C/2009 E1 (Itagaki)) är en komet med en omloppstid på cirka 250 år som upptäcktes 14 mars 2009 av Koichi Itagaki vid Takanezawa Observatory, Japan.
Upptäckten bekräftades redan nästa natt av andra astronomer. När tillräckligt många observationer hade gjorts för att en omloppsbana skulle kunna beräknas, visade det sig att kometen redan var på väg bort från jorden.
Koichi Itagaki är amatörastronom och har bidragit med återupptäckten av den länge försvunna 205P/Giacobini och var den förste att observera C/1968 H1 Tago-Honda-Yamamoto, men rapporterade in sin upptäckt för sent.